# Tregadillett
Tregadillett är en by i Cornwall distrikt i Cornwall grevskap i England. Byn är belägen 60,1 km 
från Truro. Orten har 538 invånare (2015).